# Pterichthyodes
Genre
Pterichthyodes est un genre éteint de poissons antiarches datant du Dévonien.
Ses fossiles ont été découverts en Écosse. 

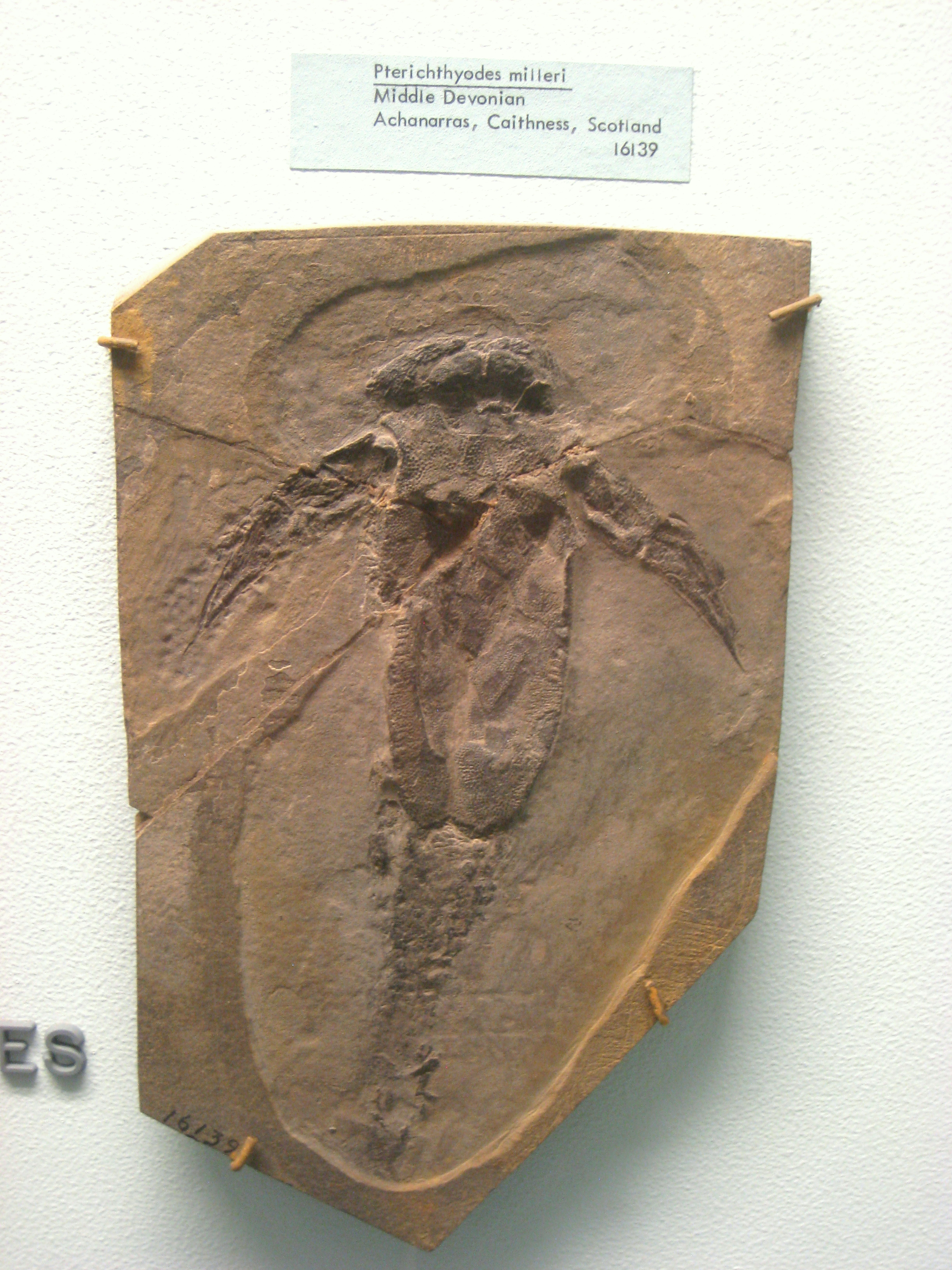
Fossile de Pterichthyodes milleri exposé au musée d'histoire naturelle de l'université du Michigan.

Il est le plus basal des Gnathostomata (vertébrés pourvus d'une mâchoire), encore plus primitif que Brindabellaspis.[réf. nécessaire]